# Studentkåren vid Högskolan Väst
Studentkåren vid Högskolan Väst (SHV) är studentkåren vid Högskolan Väst i Trollhättan. SHV representerar alla Högskolan Västs studenter i alla sammanhang där de är verksamma. SHV har flera arbetsområden som i stort kan summeras till Service, Utbildning, Näringsliv samt Event. SHV är medlem i Sveriges Förenade Studentkårer och samarbetar inom SFS även med Samverkande Studenter och det lösa nätverket OSS.